# Rickenbacker 480
La Rickenbacker 480 è una rara chitarra elettrica di marca Rickenbacker prodotta per 10 anni tra il 1973 ed il 1983
È divenuta famosa per essere la "sorella" del famoso basso utilizzato spesso da Paul McCartney dei Beatles il Rickenbacker 4001, difatti possiede la stessa identica forma.
Chitarra elettrica Solid Body con 24 tasti dalle originali fattezze (massiccio ponte-blocca-corde in fusione, pickup 'horse-shoe' nelle versioni vintage..) con dot bianco panna come segnatasti, corpo contoured e pick-up high gain.
Ne esiste una versione molto simile, la "Rickenbacker 481" uguale tranne per la scelta dei pick-up, la disposizione dei tasti sulla tastiera (diagonali) e la rifinitura (binding) sul corpo.
Tra le colorazioni conosciute c'è la versione Nera con pattipenna bianco, Rosso scuro con battipenna bianco, Marrone scuro con battipenna bianco, Fireglow sunburst con battipenna bianco, Color acero con battipenna bianco, Acero con battipenna nero.

## Celebri utilizzatori
Patti Smith, Sergio Pizzorno from Kasabian (versione 481), Prostin dei Mutonia (versione 481), Dr. Wheels from Rambling Wheels, Ale Fugazzi e Mattia Oleari From Hazan. 
Utilizzata in genere da band o artisti particolari e generi musicali di nicchia quali Indie rock o elettro rock.